# Arabella Scott

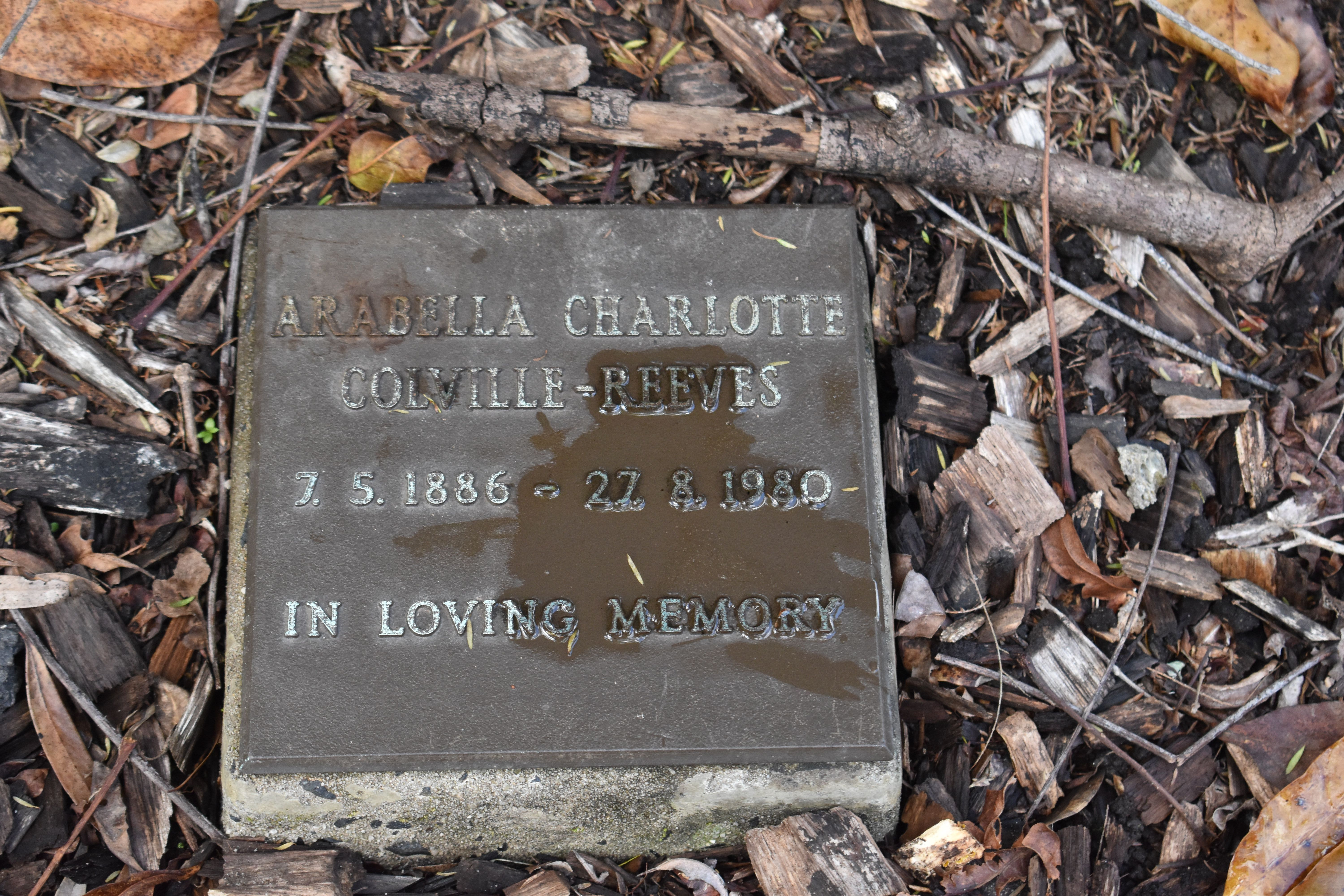
Grabstein von Scott im Palmdale Lawn Cemetery & Memorial Park, New South Wales, Australien

Arabella Charlotte Scott, verheiratete Colville-Reeves (* 7. Mai 1886 in Dunoon, Argyll and Bute; † 27. August 1980 in Palmdale, New South Wales, Australien), war eine schottisch-britische Lehrerin und Suffragette.

## Leben
Scotts Mutter war Lehrerin und ihr Vater diente mehr als 25 Jahre als Offizier in der britischen Armee. Sie schloss ihr Studium mit einem Master-Abschluss an der Universität Edinburgh ab und wurde Lehrerin in Leith, Edinburgh, wo sie mit ihrer Schwester in 88 Marchmont Road lebte.
Arabella Scott trat der Women’s Freedom League (WFL) während oder vor 1908 bei. Im Sommer dieses Jahres und im folgenden Jahr unterstützten sie und ihre Schwester Hannah Mitchells WFL-Kampagne in East Fife. 1909 schloss sie sich einer Gruppe von WFL-Mitgliedern an, die eine Petition zum Frauenwahlrecht an den britischen Premierminister in 10 Downing Street übergaben, was zu ihrer ersten Verhaftung führte. Von 1909 bis 1912 sprach Scott weiterhin bei WFL-Versammlungen in ganz Schottland. Sie entschied dann, dass die WFL das allgemeine Frauenwahlrecht nicht erreichen würde, und trat der militanteren Women’s Social and Political Union (WSPU) sowohl in Schottland als auch im Süden Englands bei.
Im Juli 1909 wurden Scott und ihre Schwester Muriel in London wegen Behinderung verhaftet, nachdem sie versucht hatten, Premierminister H. H. Asquith eine Petition zu überreichen, und wurden zu 21 Tagen Haft im Holloway Prison verurteilt.
Scott wurde in den folgenden Jahren mehrmals verhaftet und, wenn sie durch Hungerstreiks körperlich zu schwach wurde, auf Basis des sogenannten Cat and Mouse Acts temporär freigelassen,  um sie später erneut zu verhaften. Alle schottischen Polizeikräfte wurden über die Vorgabe informiert, sie nach Freilassung wieder zu finden und zu verhaften, wie aus der Fallakte hervorgeht.
Am 6. April 1913 wurde Scott verhaftet, weil sie versucht hatte, zusammen mit Agnes und Elizabeth Thomson, Edith Hudson und Donald McEwan eine Tribüne auf der Rennbahn von Kelso in Brand zu setzen. Nach ihrem Prozess am 19. Mai 1913 am Jedburgh Sheriff Court wurden Scott, Hudson und McEwan zu neun Monaten Haft verurteilt, Elizabeth Thompson zu drei Monaten, und Agnes wurde freigelassen. Sie wurden im Calton Gaol in Edinburgh inhaftiert, und die Frauen traten in den Hungerstreik. Scott wurde am 24. Mai gemäß dem Cat and Mouse Act freigelassen, kehrte jedoch nicht wie angewiesen ins Calton Gaol zurück. Scott wurde am 12. Juni 1913 im Haus der Sympathisantin Miss de Pass gefasst und erneut verhaftet.
Zurück im Calton Gaol trat sie erneut in den Hungerstreik. Sie verbüßte nur wenige Tage ihrer Strafe, da sie am 16. Juni von einem Arzt als zu schwach eingestuft und erneut freigelassen wurde, kehrte jedoch wieder nicht ins Gefängnis zurück. Scott wurde am 24. August in London gefunden und ins Calton Gaol zurückgebracht, wo sie in den Hunger- und Durststreik trat. Am 28. August stellte der Arzt sie zur sofortigen Entlassung aufgrund ihrer Gesundheit vor, jedoch musste sie gewaltsam aus dem Gefängnis entfernt werden, da sie nicht erneut temporär freigelassen werden wollte. Nach ihrer Freilassung arbeitete sie als Organisatorin für die WSPU im Süden Englands. Die temporäre Freilassung lief am 10. September 1913 aus, aber Scott wurde erst im Mai 1914 gefunden und leistete erneut Widerstand bei ihrer Verhaftung. Scott arbeitete weiterhin als Organisatorin für die WSPU in der Brighton-Niederlassung unter dem Namen „Catherine Reid“. Scotland Yard und die Brighton Police mussten beide der Polizei helfen, die aus Schottland gekommen war, um Scott zu verhaften und ins Gefängnis zurückzubringen, da sie sich weigerte zu gehen und auf Züge gehoben und gezogen werden musste. Sie begann ihren Hunger- und Durststreik am 2. Mai, als sie verhaftet wurde, und war am 8. Mai krank und durfte das Calton Gaol wieder verlassen. Am 17. Mai reiste Scott nach London, um der WSPU-Kampagne gegen den liberalen Kandidaten bei der Nachwahl in Ipswich zu helfen. Sie sollte am 22. Mai ins Gefängnis zurückkehren. Am 19. Juni wurde sie bei einer Razzia in einem Suffragettenhaus gefunden, erneut verhaftet und gezwungen, ins Gefängnis zurückzukehren, diesmal ins Perth Prison, wo sie diesmal zwangsernährt wurde.
Scott wurde am 20. Juni ins Perth Prison gebracht und am 26. Juli 1914 freigelassen. Das Perth Prison war ein Gefängnis, in dem Suffragetten unter Führung des Arztes Hugh Ferguson Watson in seiner Funktion als Medical officer to the Scottish Prison Service zwangsernährt wurden. Scott war das bekannt; sie hatte im März desselben Jahres einen Strauß Duftwicken an Ethel Moorhead geschickt hatte, als diese unter dieser Behandlung litt und schließlich aus gesundheitlichen Gründen freigelassen wurde. Trotz eines Appells an die Gefängnisbehörden von Janie Allan im Namen von Scott, der vor Protesten während eines königlichen Besuchs warnte, falls Scott zwangsernährt würde, wurde sie während ihrer Haft dreimal täglich über einen Zeitraum von fünf Wochen zwangsernährt.
Während ihrer Haft durfte sie keine Besucher empfangen oder Briefe erhalten, und ihre Mutter wurde nicht über ihren Aufenthaltsort informiert. Scott wurde auch der Zugang zu einem Anwalt oder die Erlaubnis, an den Secretary of State for Scotland zu schreiben, verweigert, ebenso wie der Zugang zu einer Ausgabe der Gefängnisregeln. All dies sollte „unnötige Aufregung“ verhindern, die ihre „Behandlung“ hätte behindern können. In ihren autobiografischen Erinnerungen My Murky Past, die von ihrer Nichte Frances Wheelhouse aus aufgezeichneten Interviews zusammengestellt und herausgegeben wurde, berichtet Scott wie ein Zwangsernährungsrohr in ihren Magen getrieben wurde, während Stücke ihrer gebrochenen Zähne mit Blut in ihrem Mund herumschwammen. Als sie nach dem Entfernen der Sonde erbrach, schrie Watson sie an: „Das hast du absichtlich gemacht.“ Scott erinnerte sich auch daran, dass Watson eines Tages zu ihr sagte: „Schau mal, es ist schade, warum gibst du nicht alles auf? Die Regierung würde dich nach Kanada schicken und ich würde dich persönlich dorthin begleiten.“ Sie habe geantwortet: „Das wäre gleichbedeutend damit zu sagen, dass all dieser Protest von mir umsonst und falsch war und ich nachgeben würde.“
Scott wurde erneut nach dem Cat and Mouse Act freigelassen. Ihre Schwester Muriel hatte während Arabellas Haft einen Stand am Fluss betrieben, um Wahlrechtsmaterialien zu verteilen und die Menschen auf das Leiden ihrer Schwester aufmerksam zu machen, und versammelte regelmäßig eine Menge von 3.000 Menschen vor dem Gefängnis, die ihre Proteste durch Singen und Rufen zu unterstützten. Öffentliche Gebäude und Filmvorführungen wurden abgesagt, und fünfzig zusätzliche Polizisten wurden in die Stadt geschickt. An einem Sonntag unterbrachen Frauen den Gottesdienst in der St Ninian’s Church mit den Rufen, dass während hier gebetet, ihre Schwester gefoltert würde. Bei ihrer Freilassung zur Erholung berichtete der Dundee Courier fälschlicherweise, dass sie bei guter körperlicher Gesundheit sei.
Scott erhielt wie viele andere Suffragetten von der WSPU die sogenannte Hungerstreik-Medaille For Valour.
Im Juni 1914 hatte der Erste Weltkrieg begonnen und am 4. August erklärte das Vereinigte Königreich Deutschland den Krieg. Die WSPU kündigte einen Waffenstillstand bei militanten Aktionen an, und der Staatssekretär von Schottland kündigte am 10. August die Minderung aller in schottischen Gerichten verhängten Suffragettenstrafen an, einschließlich Scotts.
Arabella Scott diente während des Krieges als Feldkrankenschwester. Sie heiratete später und wanderte als Arabella Colville-Reeves nach Sydney, Australien, aus. Sie wurde Mitglied des australischen Zweigs der Suffragette Fellowship, war stolz auf ihre Vergangenheit und ermutigte die Mädchen, die sie unterrichtete, für ihre Rechte einzutreten.
Scott starb am 27. August 1980.
Ajay Close recherchierte ihren Roman über Arabella Scott, A Petrol-scented Spring, nach einer Zeit als „Writer-in-Residence“ in Perth. Die Details basierten auf Watsons Berichten, die im National Archives of Scotland aufbewahrt werden, und auf den Transkripten der aufgezeichneten Interviews mit Arabella Scott aus My Murky Past. Das Stück untersucht die Beziehung zwischen der Suffragette und dem Arzt, der sie zwangsernährte.